# 中国人民解放军海军南沙水警区
中国人民解放军海军南沙水警区，机关驻地海南省三沙市永暑礁，是中国人民解放军海军榆林基地的水警区。

## 沿革
1988年初，中华人民共和国组织进驻南沙群岛建立海洋观测站。以后，又陆续进驻其他岛礁。其中，在永暑礁建有码头，可以停靠4000吨级的舰只，在美济礁上也修建了坚固的设施。之后，中国人民解放军海军建立“南沙巡防区”，驻扎守卫人员。2017年，南沙巡防区升级为南沙水警区，为正师级编制。

## 编制
永暑礁驻有团级的守备部队。在美济礁、渚碧礁、南薰礁、赤瓜礁、华阳礁、东门礁有驻岛部队。